# Pelioptera aberdarensis
Pelioptera aberdarensis – gatunek chrząszcza z rodziny kusakowatych i podrodziny rydzenic.
Gatunek ten opisał po raz pierwszy w 1995 roku Roberto Pace na łamach „Revue suisse de Zoologie”. Jako lokalizację typową wskazano Góry Aberdare w Kenii.
Chrząszcz o błyszczącym, wydłużonym w zarysie ciele długości 2,6 mm. Głowa jest brązowa, o wyraźnym siateczkowaniu i powierzchownym, słabo zaznaczonym ziarenkowaniu. Czułki mają człony pierwszy i drugi żółtobrązowo, a człony pozostałe brązowo ubarwione. Brązowe przedplecze ma wyraźne siateczkowanie oraz słabo zaznaczone ziarenkowanie. Na również brązowych pokrywach występuje silne siateczkowanie oraz słabo zaznaczone ziarenkowanie. Kolor odnóży jest żółty. Odwłok jest brązowy z żółtoczerwonawymi wolnymi urotergitami segmentów pierwszego, drugiego i szóstego. Występuje na nim wyraźne ziarenkowanie, natomiast brak jest siateczkowania.
Owad afrotropikalny, znany wyłącznie z Kenii. Spotkany na rzędnych 2300 m n.p.m.